# ووپینگ
longitudeووپینگlatitudeووپینگ
ووپینگ (به انگلیسی: Wapping، تلفظ: ‎/ˈwɒpɪŋ/‎ WOP-ing) یک ناحیه در لندن است که در منطقه تاور هملتس لندن واقع شده‌است.
این ناحیه در سال ۲۰۱۱ میلادی ۱۲٬۴۱۱ نفر جمعیت داشته‌است.